# Speak to Me (Roxette-dal)
A Speak to Me című dal a svéd Roxette pop-duó 2011. április 18-án megjelent második kimásolt kislemeze a Charm School című 8. stúdióalbumról. A dal egyetlen remixe a svéd Bassflow által készített remix volt. A dal külföldön is megjelent, kivéve Németországban, és Ausztriában, ahol a Way Out című következő kislemezük lett az album utolsó  kimásolt kislemeze. A dal nem volt slágerlistás, csupán a finn  és orosz kislemezlistákra kerültek fel. A dalhoz készült videót Mikael Sandberg rendezte.

## Megjelenések
Minden dalt Per Gessle írt.
- Digitális letöltés

1. "Speak to Me" (Bassflow Remake) – 3:35
2. "Stars" (Live at Palau Sant Jordi in Barcelona, Spain on 24 October 2001) – 4:07

- CD Single - promo

1. "Speak to Me" (Original Mix) – 3:42
2. "Speak to Me" (Bassflow Remake) – 3:35
3. "Speak to Me" (Bassflow Remake) (Instrumental) – 3:35

- CD Single (50999 029732–7 1)

1. "Speak to Me" (Bassflow Remake) – 3:35
2. "Speak to Me" (Original Mix) – 3:42
3. "Stars" (Live from Barcelona) – 4:07

- 7" (50999 029732–7 2)

1. "Speak to Me" (Bassflow Remake) – 3:35
2. "Speak to Me" (Original Mix) – 3:42
3. "She's Got Nothing On (But the Radio)" (Adrian Lux Mix) – 5:34
4. "She's Got Nothing On (But the Radio)" (Adam Rickfors Mix) – 3:30

## Slágerlista
| Slágerlista (2011)                 | Legjobb helyezések |
| ---------------------------------- | ------------------ |
| Finnish Airplay (Radiosoittolista) | 18                 |
| Russian Airplay (TopHit)           | 168                |